# Maria Jan Zaborowski
Robert Ronald Jan Maria Zaborowski (ur. 14 marca 1946 w Detroit, zm. 22 listopada 2010 w Wyandotte) – arcybiskup i zwierzchnik Kościoła Starokatolickiego Mariawitów w Ameryce Północnej w latach 1976-2010.
Robert Zaborowski przyjął święcenia kapłańskie 10 czerwca 1968 z rąk abpa Franciszka Marii Ignacego Boryszewskiego z asystą bpa Franciszka Antoniego Mazura, w Kościele św. Krzyża (Starokatolicki Mariawitów). Sakrę biskupią przyjął "cum iuris successionis" (z prawa sukcesji) w dniu 28 stycznia 1972 w katedralnym kościele Świętych Piotra i Pawła i Przenajświętszego Sakramentu. Jego głównym konsekratorem był ze Starokatolickiego Kościoła Mariawitów - Prowincji Ameryki Północnej, abp Boryszewski, a z Kościołów niezależnych, Starokatolickiego i Starorzymskokatolickiego, współkonsekratorami byli: abp J.M. Giraud, bp Alojzy Burns, bp J.M. Nevilloy.
W latach 1976–2010 sprawował pasterską opiekę nad mariawitami w Ameryce Północnej.